# Tågerup-stenen
Tågerup-stenen er en runesten, fundet i Tågerup på Lolland. Stenen blev fundet den 25. marts 1868 på en mark tilhørende Tågerup præstegård (Bjerremark) mellem Hyltofte og Østersøen, ca. 6 km sydøst for Rødby. Den var væltet og lå med indskriften nedad, så denne først blev opdaget, da man havde kløvet og vendt stenen. Stenen er senere blevet sammenføjet og står på siden op ad Tågerup Kirkes våbenhus' yderside.

## Indskrift
| Translitteration | : austains : suniR : : raisþu : stain þansi : : aft : : sbarlu : bruþur : sin : : skibara : ąsbiarnaR : : nafs : |
| Transskription   | Øystæins syniR ræisþu stæin þannsi æft Spærlu, brōður sinn, skipara ĀsbiarnaR Næfs.                              |
| Oversættelse     | Østens sønner rejste denne sten efter Spærle, deres bror, Esbern Næbs skipper.                                   |

Indskriften er ordnet i parallelordning med blandet linjefølge, således at fjerde skriftbånd fra venstre læses først, dernæst femte skriftbånd, tredje, andet og til sidste det første skriftbånd. Ordet þansi er tilføjet uden for skriftbåndet mellem stain og aft. Runeristeren har formentlig glemt at riste det i første omgang.